# Joachim Spremberg
Joachim Spremberg   (Berlín, 3 de novembre de 1908 - valor desconegut, 16 de juliol de 1975) va ser un remer alemany que va competir durant la dècada de 1930.
El 1932 va prendre part en els Jocs Olímpics de Los Angeles, on guanyà la medalla d'or en la competició del quatre amb timoner del programa de rem. Formà equip amb Hans Eller, Horst Hoeck, Walter Meyer i Carlheinz Neumann.